# Christina Hecke

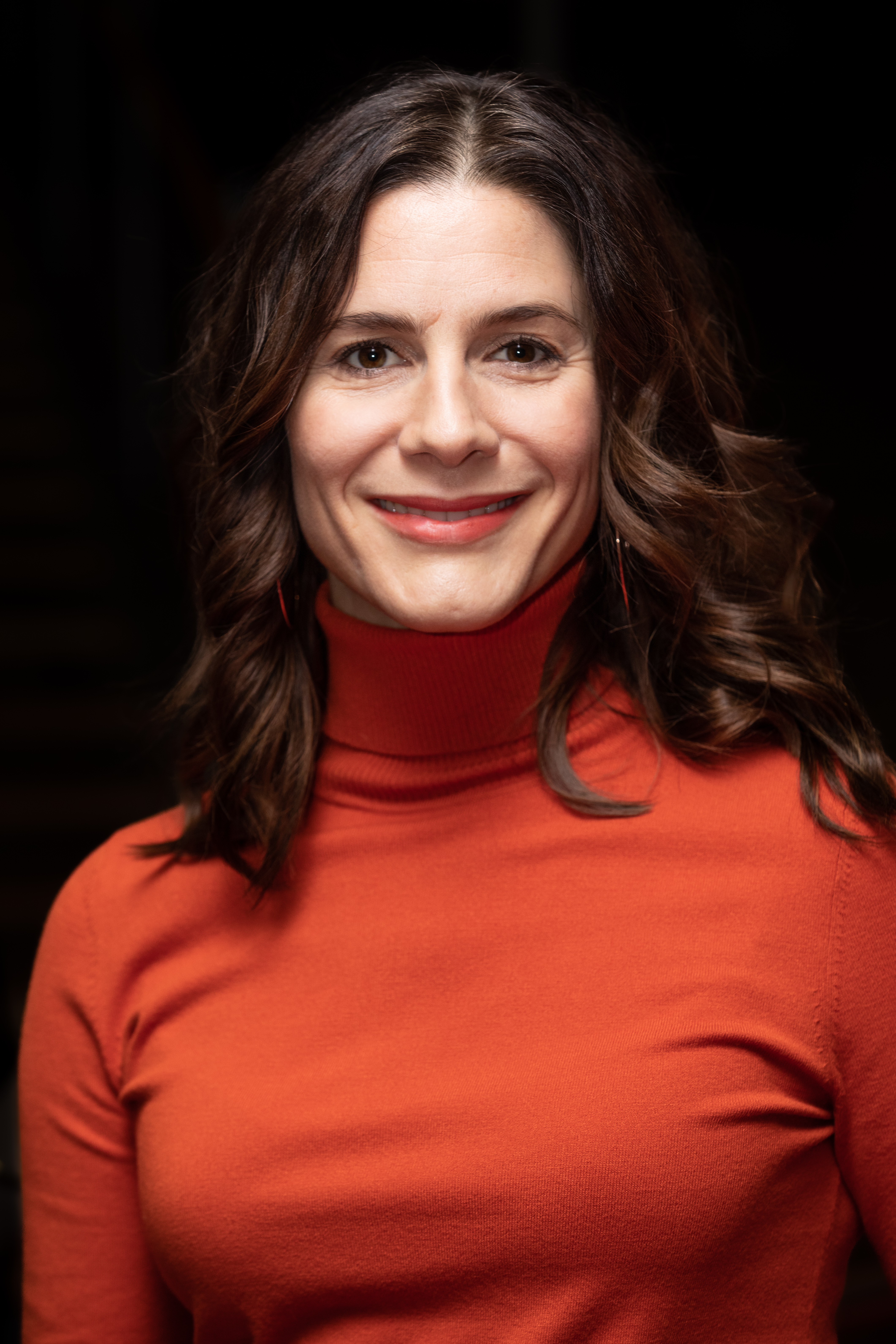
Christina Hecke, 2020

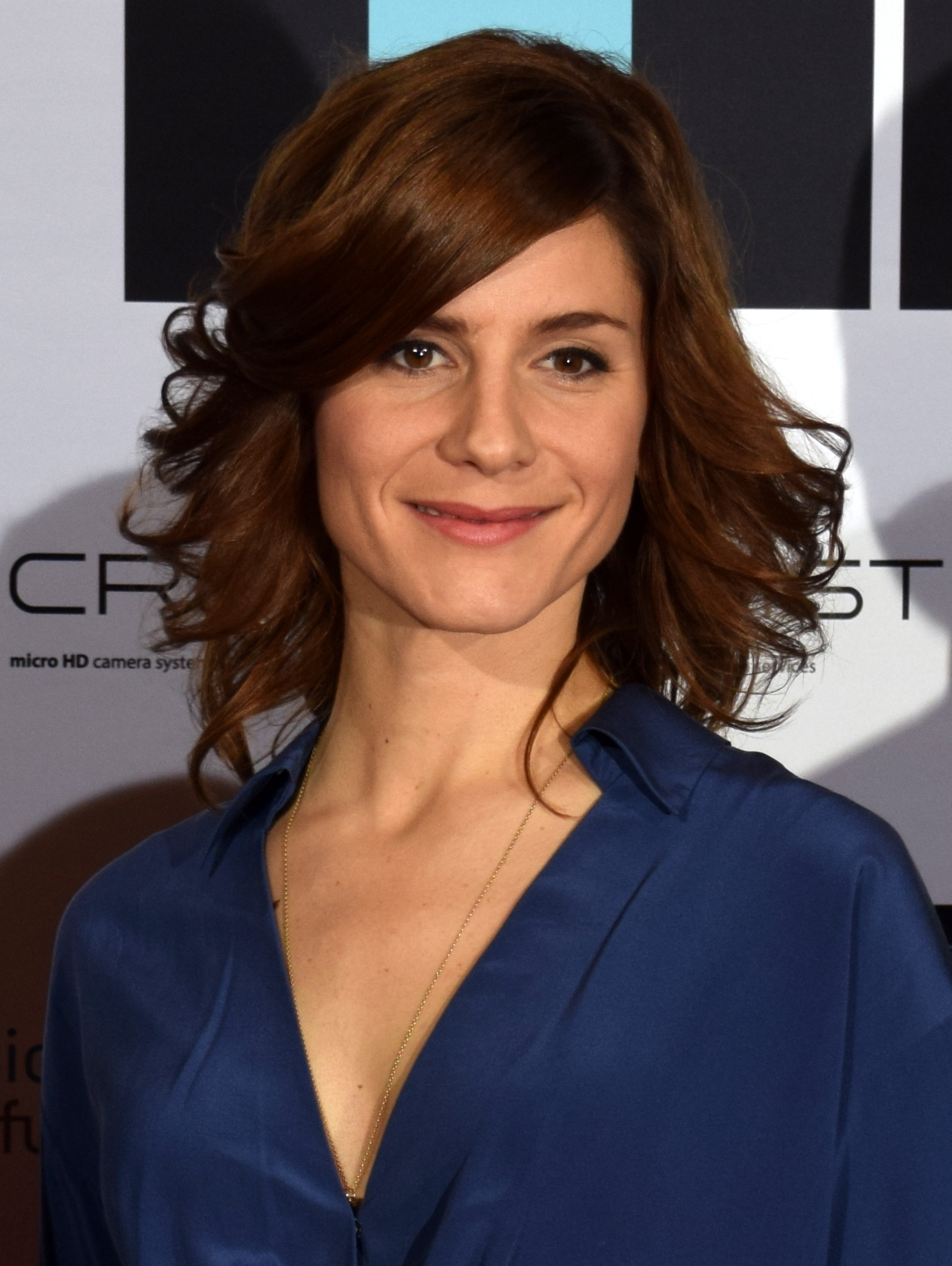
Christina Hecke bei der Preisverleihung der Deutschen Akademie für Fernsehen 2015

Christina Hecke (* 22. Februar 1979 in Stuttgart) ist eine deutsche Schauspielerin.

## Leben
Christina Hecke studierte zunächst Jura, bevor sie 2003 an die Schauspielschule Mainz wechselte. Von 2006 bis 2009 war sie Ensemblemitglied beim E.T.A.-Hoffmann-Theater in Bamberg, wo sie u. a. in Der Name der Rose den Lehrling Adson spielte. Neben Goethes Faust und dem modernen Drama Der Gott des Gemetzels stand sie in der Titelrolle von Heidemarie Gohdes Stück Die Leiden der jungen Wärterin auf der Bühne. Die Inszenierung gewann bei den Bayerischen Theatertagen 2006 sowohl den Stückpreis als auch den Publikumspreis, während Christina Hecke als beste Darstellerin nominiert wurde.
Für das Fernsehen spielte sie beispielsweise Hauptrollen in Hopfensommer und Blond bringt nix und stand u. a. in Matti Geschonnecks Das Ende einer Nacht sowie Hans Steinbichlers Polizeiruf-110-Folge Denn sie wissen nicht, was sie tun vor der Kamera. Sie wirkte in Kinofilmen wie Rudolf Thomes Pink und Andres Veiels RAF-Drama Wer wenn nicht wir mit. Im Frühjahr 2012 war sie in Christian Petzolds DDR-Drama Barbara zu sehen. Seit 2016 ermittelt sie im Saarland als Kriminalhauptkommissarin Judith Mohn in der ZDF-Krimi-Reihe In Wahrheit.
2020 erschien ihr Buch Mal ehrlich – Mein Blick hinter unser Leben, in dem Hecke die Themen Allverbundenheit im Leben nach einer Nahtod-Erfahrung, Heirat und Beziehung mit ihrer Lebenspartnerin berührt.
Seit 2022 ist sie Vorsitzende des Vorstandes der Deutschen Akademie für Fernsehen.

## Privates
Hecke lebt in Berlin. Sie ist seit 2018 mit der Fotografin Stefanie Henn verheiratet.

## Auszeichnungen
- Die Inszenierung von Heidemarie Gohdes Stück Die Leiden der jungen Wärterin gewann bei den Bayerischen Theatertagen 2006 den Stückpreis und den Publikumspreis; Christina Hecke wurde für die Titelrolle als beste Darstellerin nominiert.
- Sie wirkte in Kinofilmen wie Rudolf Thomes Pink und Andres Veiels RAF-Drama Wer wenn nicht wir mit, das mit dem Alfred-Bauer-Preis ausgezeichnet wurde, den Bronzenen Filmpreis gewann und fünf weitere Nominierungen beim Deutschen Filmpreis 2011 erhielt.
- Für Ben von Grafensteins Wiesn-Film Kasimir und Karoline wurde Christina Hecke beim Filmfest München für den Förderpreis Deutscher Film 2011 als beste Darstellerin nominiert.

## Veröffentlichung
- Mal ehrlich – Mein Blick hinter unser Leben, Patmos Verlag, Düsseldorf 2020, ISBN 978-3-8436-1218-0.

## Filmografie (Auswahl)
- 2004: Elfie ans Meer (Kurzfilm)
- 2006: SOKO Rhein-Main (Fernsehserie)
- 2009: Pink (Kinofilm)
- 2010: Blond bringt nix
- 2010: Allein der Gedanke (Kurzfilm)
- 2010: Uns trennt das Leben
- 2011: Hopfensommer
- 2011: Polizeiruf 110: Denn sie wissen nicht, was sie tun (Fernsehreihe)
- 2011: Kasimir und Karoline
- 2011: Wer wenn nicht wir (Kinofilm)
- 2012: Kommissar Stolberg (Fernsehserie, Folge Der Mann, der weint)
- 2012: Notruf Hafenkante (Fernsehserie, Folge Zuckerbrot und Peitsche)
- 2012: Das Ende einer Nacht
- 2012: Die Braut im Schnee (Fernsehreihe)
- 2012: Ruhm (Kinofilm)
- 2012: Barbara (Kinofilm)
- 2012: Kreutzer kommt… Ins Krankenhaus
- 2013: München 7 (Fernsehserie, Folge Ein letztes Mal)
- 2013: Ein Fall für zwei (Fernsehserie, Folge Blind Date)
- 2013: SOKO Köln (Fernsehserie, Folge Das Bankgeheimnis)
- 2013: Marie Brand und die Engel des Todes (Fernsehreihe)
- 2013: Totenengel – Van Leeuwens zweiter Fall (Fernsehreihe)
- 2013: Die Frau, die sich traut (Kinofilm)
- 2013: Wer liebt, lässt los
- 2013: Tatort: Gegen den Kopf (Fernsehreihe)
- 2014: Ein Fall für zwei (Fernsehserie, Staatsanwältin Conni Leinfelder, 4 Folgen)
- 2014: Es ist alles in Ordnung
- 2014: Sein gutes Recht
- 2014: Tatort: Der Wüstensohn
- 2014: Tatort: Das verkaufte Lächeln
- 2014: Der letzte Bulle (Fernsehserie, 7 Folgen)
- 2014: Wir machen durch bis morgen früh
- 2014: Die Lichtenbergs – zwei Brüder, drei Frauen und jede Menge Zoff
- 2014: Vier kriegen ein Kind
- 2015: Wilsberg: Kein Weg zurück (Fernsehreihe)
- 2015: Brief an mein Leben
- 2016: Das beste Stück vom Braten
- 2016: Neid ist auch keine Lösung
- 2016: Die Stadt und die Macht (Fernsehsechsteiler, 2 Folgen)
- 2016: Autobahn (Collide, Kinofilm)
- 2016: Club der roten Bänder (Fernsehserie, Folge Vertrauen)
- 2016–2017: Helen Dorn (Fernsehreihe)
  - 2016: Die falsche Zeugin
  - 2017: Gnadenlos
  - 2017: Verlorene Mädchen
- 2016: Kommissarin Heller – Hitzschlag (Fernsehreihe)
- 2016: Ich will (k)ein Kind von Dir
- 2016: Neben der Spur – Todeswunsch (Fernsehreihe)
- 2016: Ein Sommer auf Lanzarote (Fernsehreihe)
- 2017: SOKO München (Fernsehserie, Folge Querschnitt)
- 2017, 2022: Letzte Spur Berlin (Fernsehserie, verschiedene Rollen, 2 Folgen)
- seit 2017: In Wahrheit (Fernsehreihe)
  - 2017: Mord am Engelsgraben
  - 2018: Jette ist tot
  - 2019: Still ruht der See
  - 2020: Jagdfieber
  - 2021: In einem anderen Leben
  - 2022: Unter Wasser
  - 2023: Blind vor Liebe
  - 2024: Zwischen Recht und Gerechtigkeit
- seit 2018: Kommissar Dupin (Fernsehreihe) 
  - 2018: Bretonisches Leuchten
  - 2019: Bretonische Geheimnisse
  - 2020: Bretonisches Vermächtnis
  - 2022: Bretonische Idylle
  - 2023: Bretonische Nächte
  - 2024: Bretonischer Ruhm
- 2018: Fluss des Lebens (Fernsehserie, Folge Okavango: Fremder Vater)
- 2018, 2021: Kroymann (Satiresendung, 2 Folgen)
- 2018: Die Eifelpraxis (Fernsehserie, Folge Aufbruch)
- 2019: Allmen und das Geheimnis der Dahlien (Fernsehreihe)
- 2019: Charlotte Link – Im Tal des Fuchses (Fernsehreihe)
- 2020: Isi & Ossi
- 2021: Nord Nord Mord – Sievers und der goldene Fisch (Fernsehreihe)
- 2021: Leben über Kreuz
- 2021: Spätzle arrabbiata oder eine Hand wäscht die andere (Fernsehserie, 6 Folgen)
- 2022: Familienerbe
- 2022: Doktor Ballouz (Fernsehserie, Folge Zweite Chance)
- 2022: SOKO Leipzig (Fernsehserie, Folge Die Königin)
- 2022: Tatort: Der Mörder in  mir
- 2022: Tatort: Katz und Maus
- 2024: Tatort: Dein gutes Recht (Fernsehreihe)

## Theater
- 2004–2005: Creeps (Staatstheater Mainz)
- 2006: Die Leiden der jungen Wärterin (Theater Mimus)
- 2006–2007: Faust I+II (Theater Bamberg)
- 2007: Medea.Stimmen (Theater Stuttgart)
- 2008: Der Name der Rose (Theater Bamberg)
- 2008–2009: Gott des Gemetzels (E.T.A. Hoffmann Theater Bamberg)
- 2009: Transition. Metamorphosen des Ovid (Theater Pan.Optikum Freiburg)